# Condado de Muscatine
El condado de Muscatine (en inglés: Muscatine County, Iowa), fundado en 1836, es uno de los 99 condados del estado estadounidense de Iowa. En el año 2000 tenía una población de 41 722 habitantes con una densidad poblacional de 37 personas por km². La sede del condado es Muscatine.

## Historia
El Condado de Muscatine, fue formado el 7 de diciembre de 1836. Una historia de la provincia afirma que fue nombrado por Muscatine Island en el río Misisipi.

## Geografía
Según la Oficina del Censo, el condado tiene un área total de 1163 km² (449 mi²), de la cual 1136 km² (438,6 mi²) es tierra y 27 km² (10,4 mi²) es agua.

### Condados adyacentes
- Condado de Cedar norte
- Condado de Scott noreste
- Condado de Rock Island este, a través del río Misisipi
- Condado de Louisa sur
- Condado de Johnson noroeste

## Demografía
En el 2000 la renta per cápita promedia del condado era de $41 803, y el ingreso promedio para una familia era de $48 373. El ingreso per cápita para el condado era de $19 625. En 2000 los hombres tenían un ingreso per cápita de $36 393 contra $24 793 para las mujeres. Alrededor del 8,90% de la población estaba bajo el umbral de pobreza nacional.
| 1900   | 1910   | 1920   | 1930   | 1940   | 1950   | 1960   | 1970   | 1980   | 1990   | 2000   | Est.2006 |
| ------ | ------ | ------ | ------ | ------ | ------ | ------ | ------ | ------ | ------ | ------ | -------- |
| 28 242 | 29 505 | 29 042 | 29 385 | 31 296 | 32 148 | 33 840 | 37 181 | 40 436 | 39 907 | 41 722 | 42 883   |

## Lugares

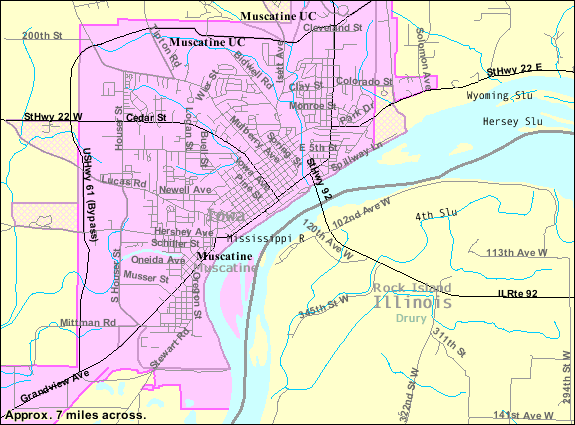
Mapa del Condado de Muscatine

### Ciudades
- Atalissa
- Blue Grass (parte)
- Conesville
- Durant (parte)
- Fruitland
- Muscatine
- Nichols
- Stockton
- Walcott (parte)
- West Liberty
- Wilton

### Comunidades no incorporadas
- Cranston
- Fairport
- Montpelier
- Moscow
- Petersburg

### Principales carreteras
- U.S. Highway 6
- U.S. Highway 61
- Carretera de Iowa 22
- Carretera de Iowa 38
- Carretera de Iowa 70
- Carretera de Iowa 92

### Otros caminos
- Great River Road

### Otras carreteras
- County Highway F58
- County Highway F70
- County Highway G28
- County Highway G38
- County Highway X61